# Juan Tomás Díaz Quezada
Juan Tomás Díaz Quezada (nacido en San Cristóbal, el 5 de octubre de 1905 - Santo Domingo, 4 de junio de 1961) obtuvo el grado general en las guerras internas del país. Fue unos de los conspiradores de la muerte de Rafael Leónidas Trujillo Molina considerado uno de los mayores dictadores de América Latina (quien gobernó la República Dominicana desde 1930 hasta 1961).

## Biografía
Juan Tomas ingreso al ejército en 1932, realizó estudios en academias militares ascendiendo progresivamente hasta alcanzar el grado de General, permaneció en esta institución por 28 años. Fue separado de las filas del ejército todos coinciden en afirmar que su retiro fue ordenado por Trujillo, porque Dias Quezada no autorizó la tortura de los expedicionarios detenidos en su jurisdicción, hizo amistad que luego se convirtió en hermandad con Antonio de la Maza participó directamente en el complot y la acción que culminó con el ajusticiamiento de Trujillo, la noche del 30 de mayo del año 1961.

## Muerte
Murió el 4 de junio de 1961, en un enfrentamiento armado con agentes represivos trujillistas que lo perseguían junto a su compañero Antonio de la Maza, Juan Tomás cayó combatiendo en el intercambio de disparos que tuvo lugar en la Avenida Bolívar, frente a la Ferretería Read de la capital dominicana, en el sitio en que estos fueron abatidos hay un monumento que recuerda al acontecimiento.